# Лисичанська вулиця (Сіверськодонецьк)
Лисичанська вулиця — вулиця у Сіверськодонецьку довжиною 1 390 метрів.
Починається в районі перетину з вулицею Григорія Сковороди. Перетинає проспект Хіміків. В неї впираються вулиці Григорія Сковороди, Івана Франка, Енергетиків, Гоголя, провулки Гоголя і Лісний, вулиця Федоренка і Фабричний провулок. Закінчується на перетині з вулицею Богдана Хмельницького.
Забудована багатоповерховими і одноповерховими житловими будинками. Названа на честь найбільшого сусіднього міста Лисичанськ.